# 勞勒爾海茨 (新澤西州)
勞勒爾海茨（英語：Laurel Heights）是位於美國新澤西州坎伯蘭縣的普查規定居民點。

## 人口
根據2020年美國人口普查的數據，勞勒爾海茨的面積為0.67平方千米，皆為陸地。當地共有人口380人，而人口密度為每平方千米567.16人。